# Caravan of Love
Caravan of love is een nummer van de Britse band The Housemartins , opgenomen in 1986. op 24 november 1986 werd het nummer eerst in het Verenigd Koninkrijk en Ierland op single uitgebracht. In januari 1987 volgden de rest van Europa, Australië en Nieuw-Zeeland.

## Achtergrond
Het is een cover versie van Ernest Isley, Chris Jasper, en Marvin Isley (The Isley Brothers) uit 1985. De videoclip werd door Jeff Baynes geregisseerd. De single verscheen op het album: "Now That's What I Call Quite Good" in 1988.
De plaat werd een hit in een aantal landen in Europa en in Oceanië. In Housemartins' thuisland het Verenigd Koninkrijk bereikte de plaat de nummer 1-positie in de UK Singles Chart. Ook in Ierland en Zweden werd de nummer 1-positie bereikt. In Duitsland, Zwitserland, Noorwegen en Nieuw-Zeeland werd de 2e positie behaald, Oostenrijk de 7e en in Australië de 24e positie.
In Nederland werd de plaat destijds door dj Tom Mulder veel gedraaid in zijn radioprogramma's de Havermoutshow en Vijftig pop of een envelop op de befaamde TROS donderdag op Radio 3 en werd een hit in de destijds twee landelijke hitlijsten op de nationale publieke popzender. De plaat bereikte de 3e positie in zowel de Nationale Hitparade Top 100 als de Nederlandse Top 40. In de Europese hitlijst op Radio 3, de TROS Europarade, werd de 9e positie bereikt.
In België bereikte de plaat de 5e positie in de voorloper van de Vlaamse Ultratop 50 en de 7e positie in de Vlaamse Radio 2 Top 30. In Wallonië werd géén notering behaald.

## Hitnotering

### Nederlandse Top 40
| Positie: | 30 | 15 | 9 | 6 | 3 | 3 | 6 | 10 | 19 | 30 | uit |

### NederlandseMega top 50
| Positie: | 35 | 15 | 3 | 3 | 3 | 4 | 4 | 8 | 11 | 20 | 38 | 58 | 82 | uit |

### VlaamseUltratop 50
| Positie: | 26 | 13 | 19 | 8 | 5 | 7 | 15 | 20 | 27 | uit |

### NPO Radio 2 Top 2000
| Nummer met noteringen in de NPO Radio 2 Top 2000 | '99  | '00  | '01  | '02  | '03  | '04  |
| ------------------------------------------------ | ---- | ---- | ---- | ---- | ---- | ---- |
| Caravan of Love                                  | 1165 | 1088 | 1624 | 1325 | 1416 | 1701 |

1. ↑  Een vetgedrukt getal geeft de hoogste notering aan.
2. ↑  Deze tabel is bijgewerkt tot en met de laatste editie (2024).